# Marcel Maes
Marcel Maes (* 19. Dezember 1944 in Deurle, Belgien; † 10. April 1997 in Wondelgem, Belgien) war ein belgischer Radrennfahrer.

## Sportliche Laufbahn
Maes wurde als Amateurfahrer in der Radsportsaison 1966 bekannt, als er die belgischen Frühjahrsrennen Gent-Staden und Omloop Het Volk gewann. 1967 nominierte ihn der belgische Radsportverband für die Drei-Länder-Etappenfahrt Internationale Friedensfahrt von Warschau über Ost-Berlin nach Prag. Obwohl Maes keine der 16 Etappen gewann, wurde er überlegener Gesamtsieger mit einem Vorsprung von fünf Minuten. Er war der erste belgische Toursieger und zugleich der Schnellste in der bisherigen Friedensfahrtgeschichte.
Noch im selben Jahr wurde Maes Berufsfahrer. Er schloss sich dem niederländischen Radsportteam Willem II-Gazelle an und feierte im September beim Grand Prix Paul Borremans im belgischen Viane seinen ersten Profisieg. Beim anschließenden Eintagesrennen Paris–Tours musste der 22-Jährige mit Platz 102 unter 112 Platzierten Lehrgeld zahlen. Die Saison 1968 begann für Maes, wie das Vorjahr geendet hatte. Beim italienischen Klassiker Mailand–Sanremo wurde er bei 116 angekommenen Fahrern 108. Bei den folgenden Etappenrennen Tour de Suisse und der Tour de France belegte er im Gesamtklassement die Ränge 34 bzw. 49. In den folgenden Jahren spielte Maes im Radrennsport keine nennenswerte Rolle mehr. Seine Engagements bei den belgischen Radsportteams Siriki-Munck (1970), Goldor-Fryns-Elvé (1970) und Hertekamp (1972–1973) führten zu keinen weiteren Erfolgen. 1972 fand er noch einmal Erwähnung in der Sportpresse, als er das Kriterium im belgischen Lokeren gewann. Maes starb bereits im Alter von 52 Jahren.